# Buckinghamský palác
Buckinghamský palác je oficiální londýnské sídlo britského panovníka a největší královská pracovna na světě. Výraz Buckinghamský palác nebo jen palác je pojem používaný pro označení vyjádření pocházející od členů královské rodiny. Buckinghamský palác má funkci londýnské rezidence krále Karla III., ale je i místem konání akcí státního významu, akcí pořádaných dvorem, místem oficiálních uvítání hlav států a velkou turistickou atrakcí. Je také místem, kde se Britové shromažďují v dobách národního veselí a krizí.

## Historie

### Raná historie

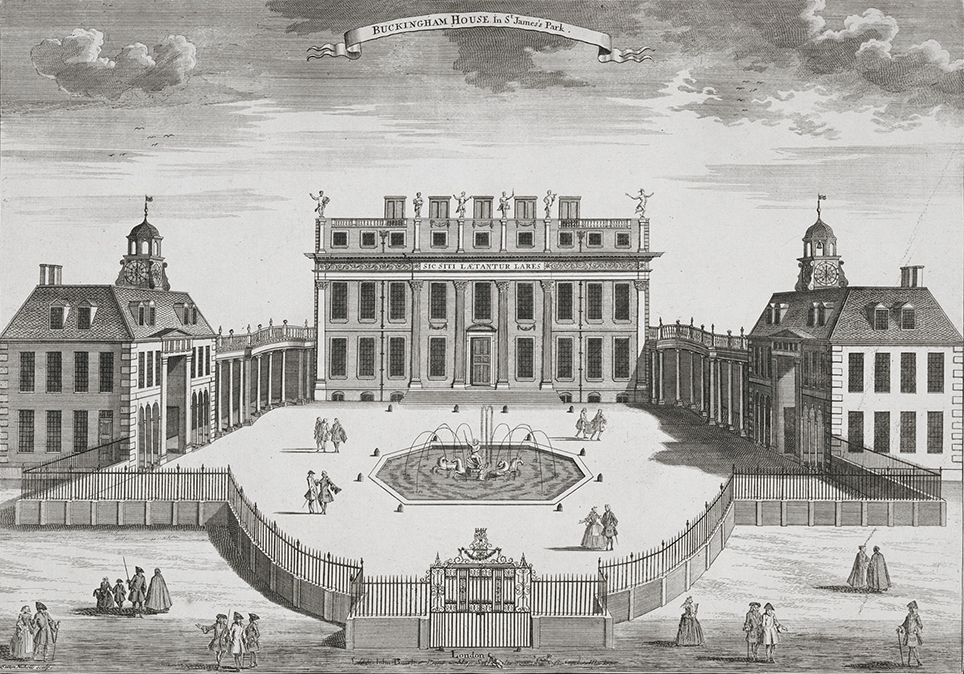
Buckinghamský dům okolo roku 1710 po úpravě Williama Windeho pro vévodu z Buckinghamu.

Prvním domem na tomto místě, o němž existují záznamy, byl Goring House, postavený pro lorda Goringa asi v roce 1633. Nicméně dům, který tvoří centrum současného paláce, byl postaven v roce 1703 pro vévodu z Buckinghamu a Normanby. Buckingham si ho nechal postavit Williamem Windem. Dům obsahoval velký třípatrový centrální blok se dvěma menšími bočními křídly.
Buckinghamův dům byl nakonec roku 1762 prodán jeho potomkem, sirem Charlesem Sheffieldem, králi Jiřímu III. Dům měl původně sloužit spíše pro soukromé účely královské rodiny, zvláště královy manželky Charlotte, než pro oficiální příležitosti. Oficiálním sídlem nadále zůstal St James's Palace.

### Proměna domu na palác

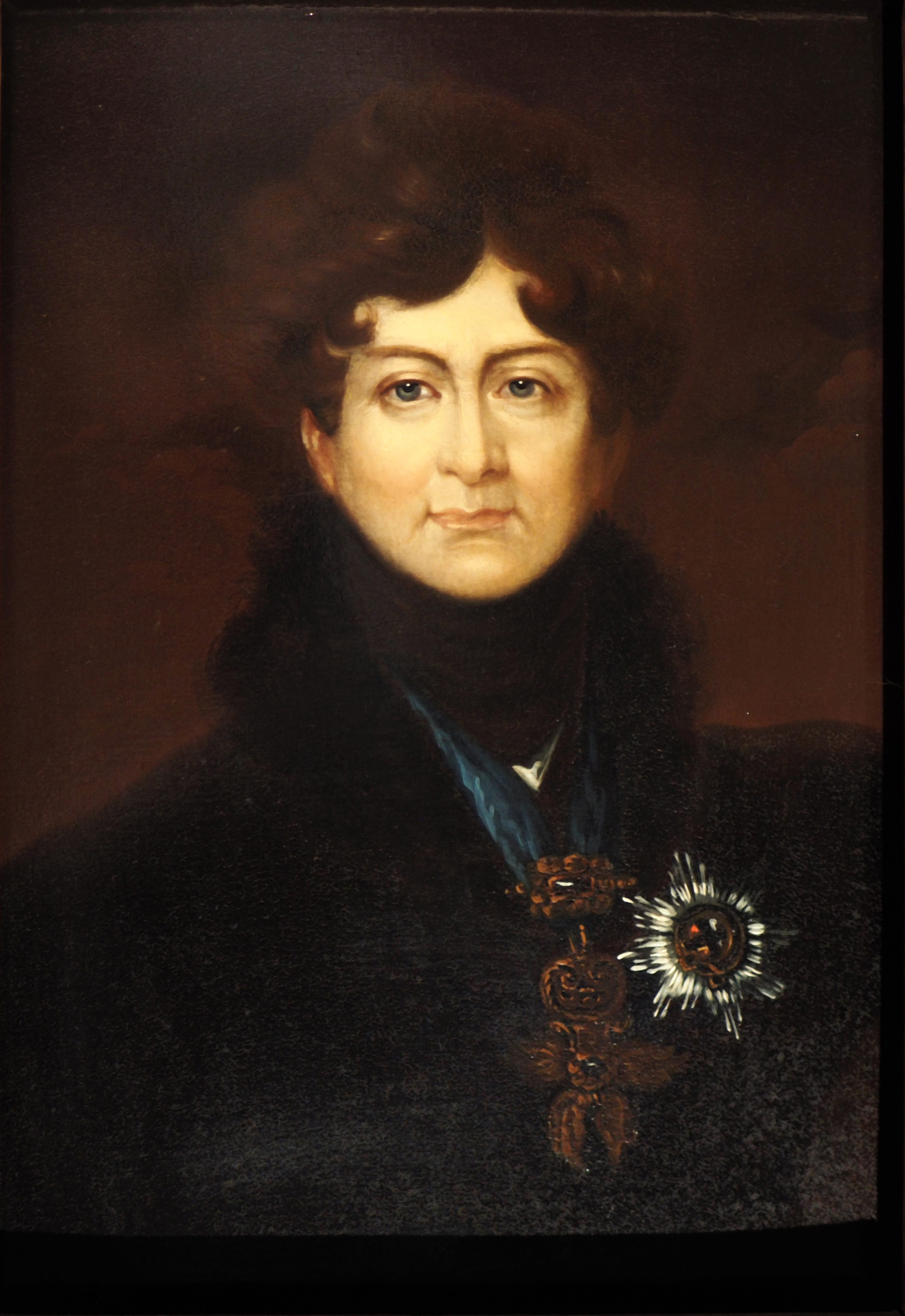
Jiří IV. začal používat Buckinghamský dům jako královský palác.

Syn Jiřího III. Jiří IV. se rozhodl Buckinghamský dům rozšířit a používat ho dále spolu s St. James's Palace podobně jako jeho otec. Ale roku 1826 se rozhodl rekonstruovat tento dům na plně vybavený královský palác a pověřil tím architekta Johna Nashe. Vznikl tak palác tvořený třemi křídly s původním Buckinghamským domem v centru. Na stavbu byl použit kámen z okolí Bath a byla vyzdobena ve stylu francouzského klasicismu.
Tato rekonstrukce vytvořila základ vzhledu, který má palác dodnes s výjimkou východního křídla směrem k Mall. Na tomto místě byl v té době postaven triumfální Mramorový oblouk. Náklady na stavbu tohoto oblouku činily 34 450 £ a byl používán jako královský vstup. Jiří IV. měl v úmyslu postavit na jeho vrcholu svoji bronzovou jezdeckou sochu ale protože zemřel před jejím dokončením rozhodl parlament o jejím umístění na Trafalgarské náměstí.
Na výzdobu interiéru, jejímž autorem se stal Charles Long, bylo použito jasně zbarvené imitace kamene a růžových kaménků spolu s vlysovanými panely na stropech. Jiří IV. zemřel v roce 1830 a barvité a silně pozlacené státní i soukromé komnaty byly dokončeny až v době vlády Viléma IV.
Po smrti Jiřího IV. se narůstající náklady na dostavbu paláce setkaly s výraznou kritikou britského parlamentu i tisku. Vilém IV. ukončil spolupráci s Johnem Nashem a pověřil dalšími pracemi Eduarda Blora, který více vyhovoval umírněnému vkusu nového krále. Tento méně idealistický architekt s větším smyslem pro finance ponechal to co již Nash dokončil ale další dostavbě dal více solidní a méně pitoreskní ráz. Ačkoli nový král a královna pořádali státní a královské akce v tomto paláci, nikdy zde nebydleli, preferujíce Clarence House, který si nechali postavit před nástupem na trůn. Celkové náklady na rekonstrukci Buckinghamského paláce činily 719 000 £. Zajímavostí je, že po požáru Westminsterského paláce roku 1834 nabídl Vilém IV. Buckinghamský palác jako nové sídlo parlamentu ale tato nabídka byla odmítnuta a Westminsterský palác byl rekonstruován.

### Královna Viktorie

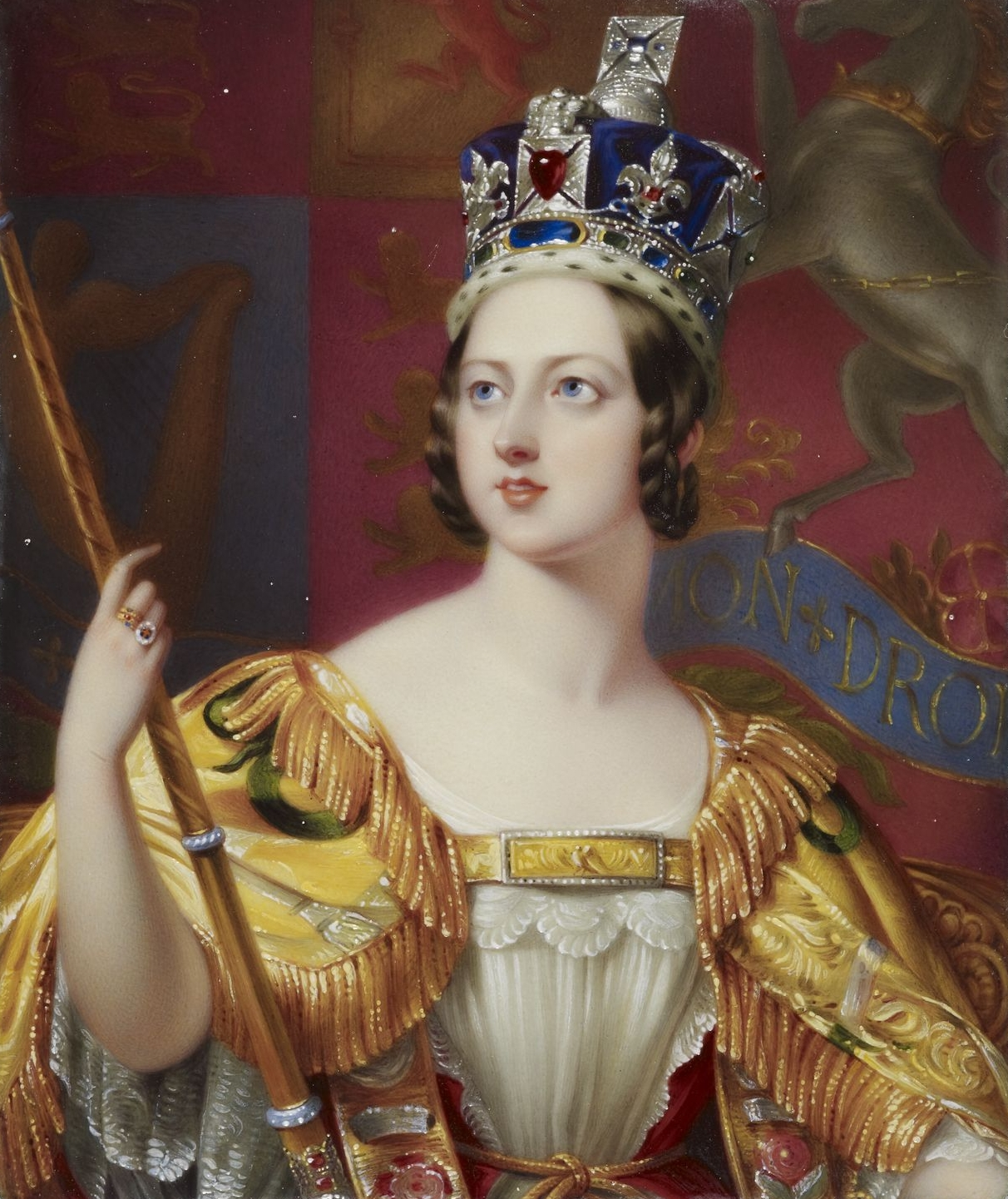
Královna Viktorie, první panovník, který trvale bydlel v tomto paláci. Přestěhovala se sem ve věku 18 let po jeho rekonstrukci.

Buckinghamský palác se stal hlavním královským sídlem roku 1837 s nástupem královny Viktorie. Zatímco státní komnaty hýřily zlatem a barvami, služební místnosti neoplývaly přílišným luxusem. Uvádí se, že komíny kouřily tak, že ohně v krbech musely být uhašeny a v paláci bylo chladno. Ventilace byla tak chatrná, že interiér zapáchal. Také personál byl nedbalý a líný. Po svatbě Viktorie s princem Albertem v roce 1840 se její manžel soustředil na reorganizaci chodu paláce a odstranění jeho nedostatků. Stavební práce s tím související byly dokončeny na sklonku roku 1840.
Rozsáhlé křídlo směrem na Mall bylo postaveno po sňatku Viktorie s princem Albertem. V roce 1847 manželé zjistili, že palác je příliš malý pro dvorní život a jejich rozrůstající se rodinu. Rozhodli se ke stavbě nového křídla podle návrhu Eduarda Blora. Tato část uzavřela vnitřní dvoranu domu.

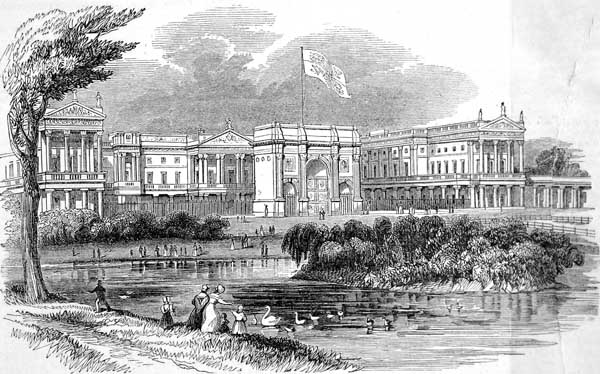
Buckinghamský palác v roce 1842, předtím, než byl dostavbou pod vedením Eduarda Blora uzavřen čtvrtým křídlem. Mramorový oblouk byl hlavním vstupem do paláce.

Součástí této dostavby je i balkón, z něhož zdravili členové královské rodiny veřejnost při význačných příležitostech. V té době byl také postaven taneční sál a doplněny některé státní komnaty podle návrhu Nashova žáka Jamese Pennethorna.
Před předčasnou smrtí prince Alberta královna Viktorie ráda pořádala společenské taneční a hudební akce a v Buckinghamském paláci hráli významní hudebníci té doby. Například zde třikrát koncertoval Felix Mendelsson Bartholdy a Johann Strauss mladší se svým orchestrem. Straussova Polka pro Alici zde byla poprvé předvedena na poctu královniny dcery princezny Alice. Během této doby se zde konaly časté maškarní bály i běžné královské ceremonie.
Královna Viktorie nechala přemístit Mramorový oblouk na místo, kde se nachází dodnes do Hyde Parku. Po smrti prince Alberta roku 1861 se královna stáhla z veřejného života a k pobytu používala Windsorský hrad, Balmoralský hrad a Osborne House. Po mnoho let tak byl Buckinghamský palác používán jen zřídkakdy. Poté, co byla královna po nátlaku veřejnosti nucena vrátit se do Londýna vyhýbala se dále Buckinghamskému paláci a dvorní záležitosti se odehrávaly na Windsorském zámku.

### 20. století
V roce 1901 po nástupu Eduarda VII. se palác začal znovu používat jako královské sídlo. Nový král a královna nechali vyzdobit taneční sál, velké schodiště, velkou vstupní halu, mramorovou síň, vestibul a galerie ve stylu Belle epoque s převažujícími barvami smetanově žlutou a zlatou, vzhled který je uchován dodnes.
Poslední významné stavební úpravy byly prováděny za krále Jiřího V., kdy roku 1913 sir Aston Webb upravil původní Blorovu fasádu z roku 1850 do podoby, která připomínala Lyme Park v Cheshire. Tato fasáda byla upravena tak, aby vytvářela vhodné pozadí k památníku královny Viktorie. Za vlády Jiřího V., který měl serióznější povahu než jeho otec, byl Buckinghamský palác spíše místem oficiálních aktivit než plesů a jiných radovánek. Jeho manželka královna Marie byla znalkyní umění a zajímala se o královské sbírky nábytku a umění a starala se o to aby byly udržované a doplňované. Postarala se také o výzdobu modrého salónu. V této místnosti, dlouhé 21 m dříve známé jako jižní salón, se nachází jedna z nejkrásnějších Nashových kazetových výzdob stropů, podle historika Olwena Hedleye ještě nádhernější než v trůnním sále.

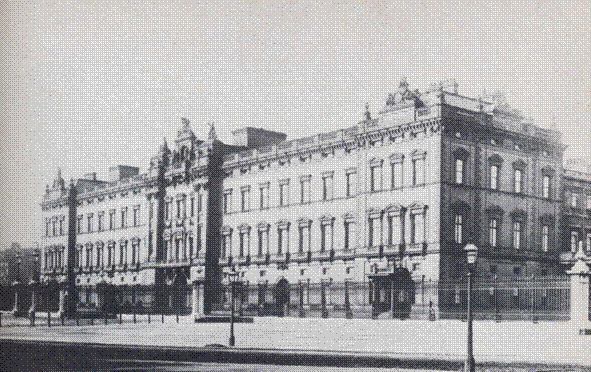
Východní křídlo Buckinghamského paláce bylo dokončeno roku 1850. Stav v roce 1910; do současné podoby bylo upraveno roku 1913

Uvádí se, že v roce 1999 měl Buckinghamský palác 19 státních komnat, 52 ložnic, 188 ložnic pro personál, 92 kanceláří a 78 koupelen. Ačkoli se to zdá jako velký počet ve srovnání s některými jinými královskými sídly například Carskoje selo, papežovu paláci v Římě nebo královským palácem v Madridu je relativně malý.

### Světové války
První světovou válku přečkal palác, v té době domov krále Jiřího a královny Marie, bez úhony. Cennější exponáty byly přestěhovány do Windsorského zámku ale královská rodina dále bydlela v paláci.
V době druhé světové války se stal palác sedmkrát terčem náletů. Jedna z leteckých pum dopadla do vnitřního čtvercového nádvoří v době kdy král Jiří VI. a královna Alžběta byli v paláci a ačkoli bylo rozbito mnoho oken, další velké škody nebyly zaznamenány. Největším poškozením paláce bylo zničení palácové kaple roku 1940.
Dne 8. května 1945 byl Buckinghamský palác centrem britských oslav konce druhé světové války a král, královna, princezna Alžběta na pozadí se začerněnými okny zdravili z balkónu shromáždění na Mallu.

## Interiér

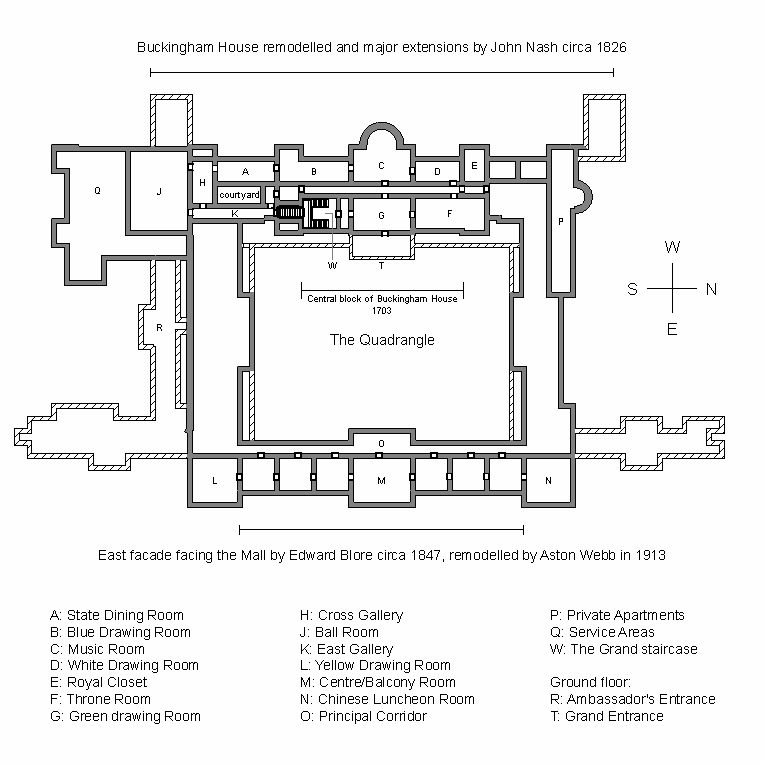
Plánek (Piano nobile) Buckinghamského paláce. A: státní jídelna ; B:modrý salón; C: hudební salón; D: bílý salón; E: královská pracovna; F: trůnní sál; G: zelený salón; H: křížová galerie; J: taneční sál; K:východní galerie; L: žlutý salón; M: centrální/balkónová síň; N: čínská jídelna; O: hlavní chodba; P: soukromé pokoje; Q: zázemí; W: hlavní schodiště. V přízemí: R: vstup pro velvyslance; T: velká vstupní hala.

Hlavní místnosti paláce se nacházejí na prvním poschodí (piano nobile) v západním křídle obráceném k zahradám přilehlým k paláci. Centrem souboru vyzdobených státních komnat je hudební salón, jehož výrazný oblouk tvoří dominantu fasády. V sousedství této komnaty se nachází modrý salón a bílý salón. Spojnici této skupiny místností vytváří obrazová galerie, dlouhá 50 m. V galerii jsou umístěny obrazy význačných malířů například Rembrandta, van Dycka, Rubense, Vermeera a dalších. Další místnosti přístupné z galerie jsou trůnní sál a zelený salón. Zelený salón slouží jako obrovský předpokoj trůnního sálu a je součástí ceremoniální trasy ze strážní komnaty nad hlavním schodištěm. Ve strážní komnatě stojí bílá mramorová socha prince Alberta v římském oděvu. Tyto významné místnosti jsou používány pouze pro oficiální a ceremoniální příležitosti.
Přímo pod státními komnatami je několik trochu menších místností označovaných jako polostátní komnaty. Tyto místnosti jsou používány pro méně oficiální příležitosti – obědy a soukromé audience. Některé z nich jsou vyzdobeny a pojmenovány po jednotlivých hostech, například komnata 1844, která byla vyzdobena u příležitosti návštěvy ruského cara Mikuláše I. V centru této skupiny místností se nachází obloukový salón, kterým prochází tisíce hostů na zahradní slavnosti pořádané královnou. Královna používá pro své soukromé účely malou část místností v severním křídle.

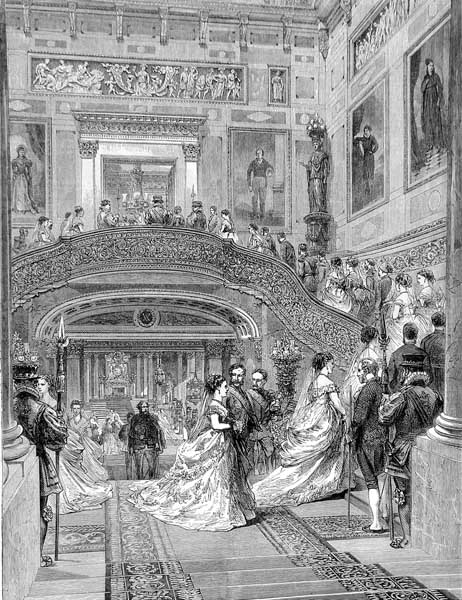
Obrázek z roku 1870 – hosté vcházejí do paláce hlavním schodištěm.

V období let 1847 až 1850, kdy Blore budoval nové východní křídlo bylo použito pro jeho orientální výzdobu zařízení Brightonského pavilónu. Červená jídelna a čínská jídelna jsou vybaveny nábytkem z jídelny a hudebního salónu Brightonského pavilónu. Žlutý salón je vyzdoben tapetami z počátku 19. století, které byly vyrobeny roku 1817 pro Brightonský pavilón, a obložení krbu doplněné okřídlenými draky podle evropské představy o čínském stylu.
V středu tohoto křídla se nachází známý balkón za skleněnými dveřmi centrální komnaty. Tento salón byl ve 20. letech 20. století vyzdoben na přání královny Marie v čínském stylu i když lakované dveře byly přeneseny z Brightonu již v roce 1873. Dále se ve východním křídle nachází obrovská galerie, skromně nazývaná hlavní chodba. Je vybavena zrcadlovými dveřmi a skříňkami s čínskými porcelánovými pagodami a jiným orientálním nábytkem z Brightonu.
Návštěvy hlav států bývají ubytovány v části komnat označovaných jako belgické komnaty, které se nacházejí v přízemí severního křídla. Tyto komnaty vybavené kupolovými světlíky, byly vyzdobeny u příležitosti návštěvy Albertova strýce Leopolda, prvního belgického krále. V těchto místnostech bydlel král Eduard VII. po dobu svého krátkého panování.

## Dvorní ceremonie

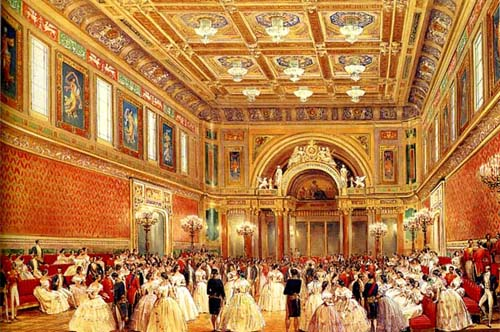
Taneční sál je největší místností Buckinghamského paláce. Byl vybudován v době vlády královny Viktorie a je používán pro slavnostní příležitosti jako jsou udělování vyznamenání a státní recepce. Tento obrázek pochází z roku 1856.

Uvádění do úřadu, které zahrnuje povýšení do rytířského stavu, a jiné významné ceremonie se odehrávají ve viktoriánském tanečním sále, vybudovaném roku 1854. S rozměry 37 m na 20 m je to největší místnost paláce. Nahradil trůnní sál v jeho významu a použití. Během ceremoniálu královna nesedí na trůnu, ale stojí na vyvýšeném místě u trůnu pod obrovským sametovým baldachýnem.
Státní recepce se také konají v tanečním sále. Tyto formální večeře se konají první den návštěvy hlavy státu. Počet pozvaných osob bývá okolo 150 a večeře se podává na zlatém nádobí. Největší a velmi formální večeře je pořádána v Buckinghamském paláci pokaždé v listopadu, kdy královna hostí zahraniční diplomaty, kteří sídlí v Londýně. Při této příležitosti jsou zpřístupněny a používány všechny státní komnaty.

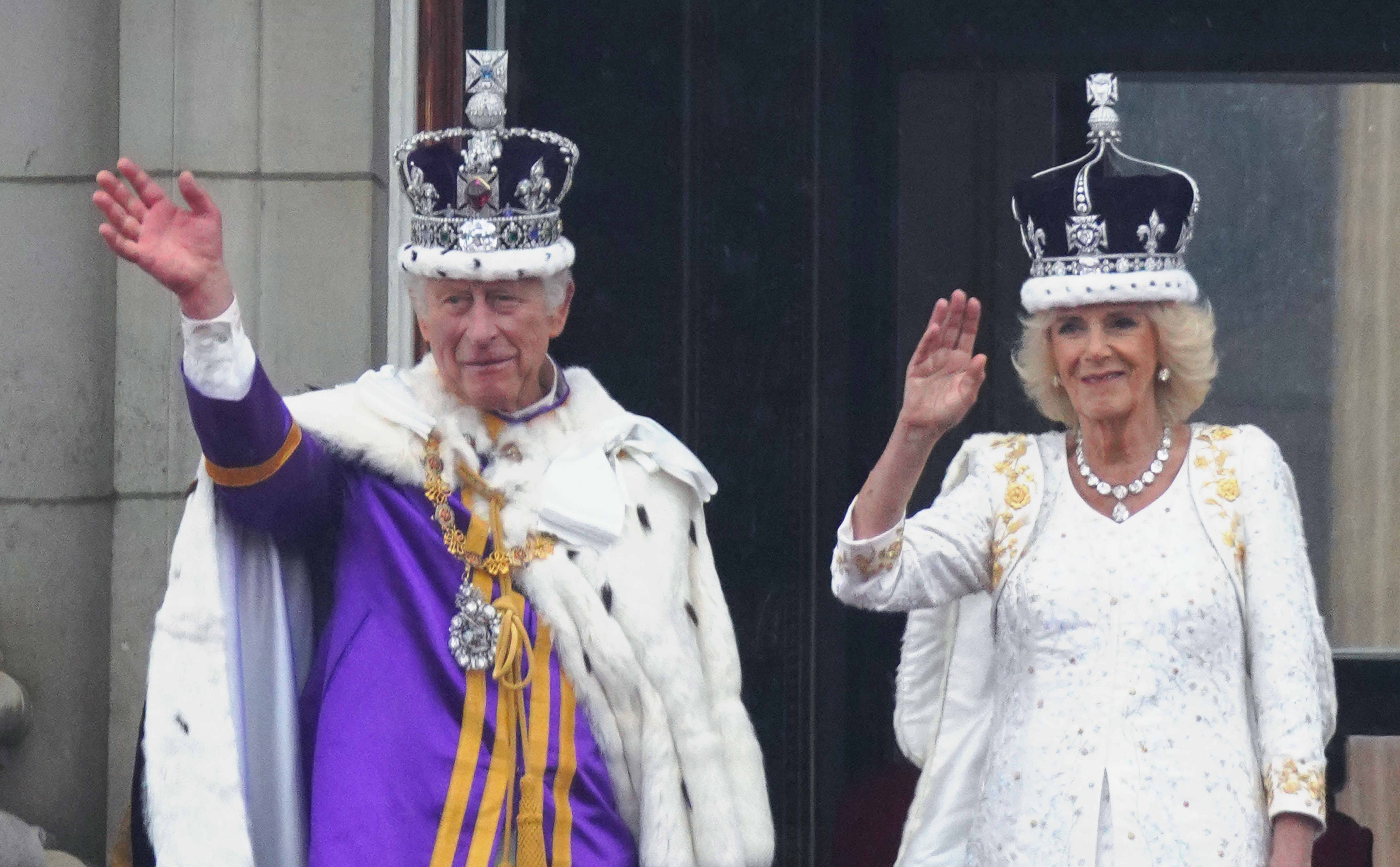
Karel III. a Camilla na balkóně Buckinghamského paláce po korunovaci, 6. května 2023

Společenské akce menšího významu, jako jsou přijetí nových velvyslanců, menší recepce a setkání s královskou radou jsou pořádány v komnatě 1844. Pokud je na podobnou akci pozván větší počet hostů bývá také využit hudební salón nebo státní jídelna. U všech akcí tvoří stráž příslušníci královské stráže (Yeomen Warder) ve svých starobylých uniformách.
Největší akcí pořádanou v paláci je zahradní slavnost na níž bývá pozváno až 9 000 osob. Poté, co se hosté shromáždí, zahraje vojenská kapela národní hymnu, královna vyjde z obloukového salónu a pomalu prochází zahradou a pozve do svého soukromého stanu ty, kteří byli předem vybráni.

## Přístup pro veřejnost

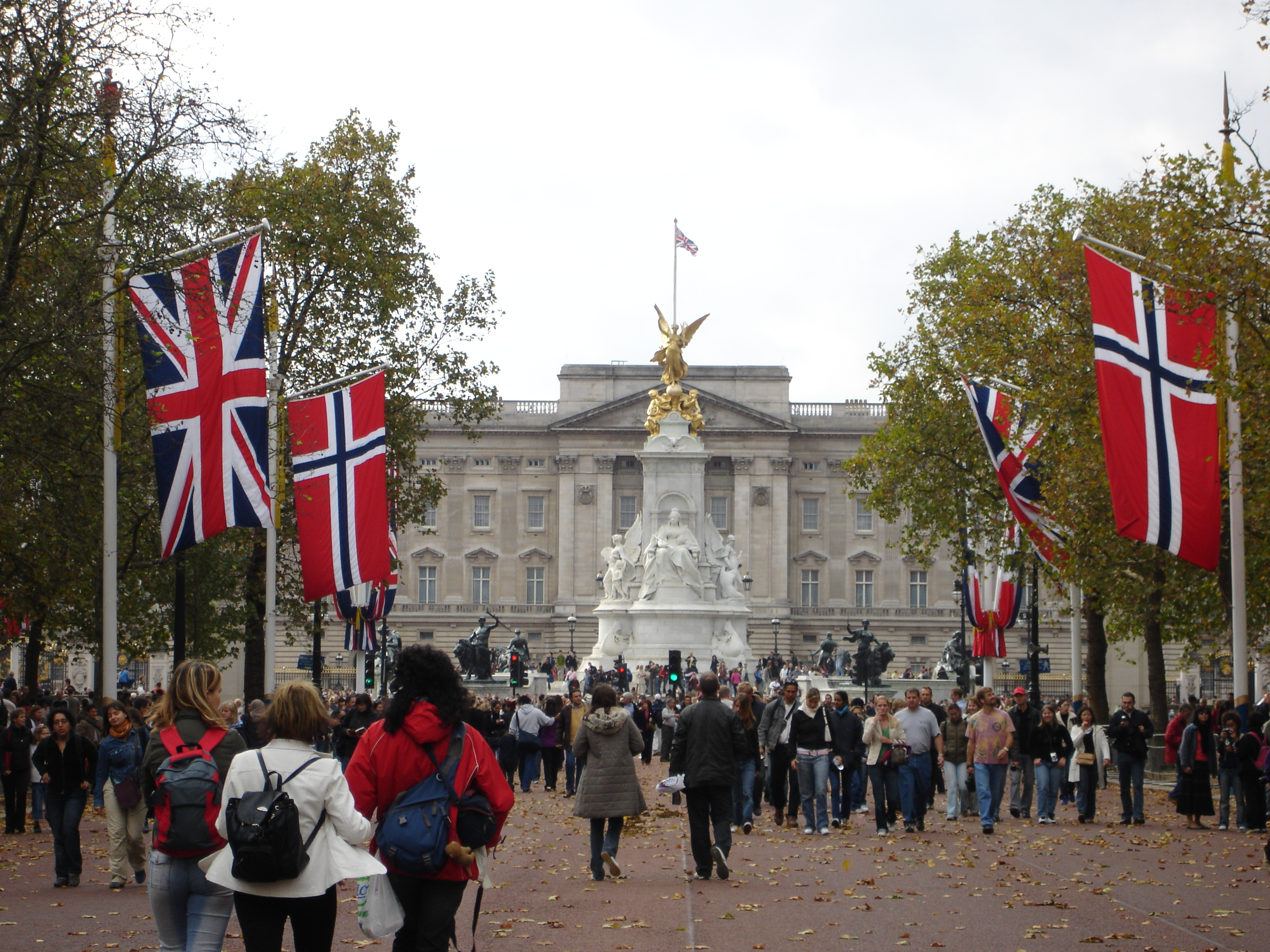
Buckinghamský palác pohled z ulice Mall

Buckinghamský palác je ve všední dny sídlem krále Karla III. a je zde zaměstnáno asi 450 osob. Každý rok je na zahradní slavnosti, audience a recepce pozváno asi 50 000 osob. Palác je také místem střídání stráží, události, která se těší velkému zajmu turistů. V červnu 2003, u příležitosti 50 výročí panování královny Alžběty II. se v zahradě konaly koncerty populární a vážné hudby. To bylo poprvé kdy obyčejní lidé, pokud měli štěstí v losování o vstupenky, byli pozváni do Buckinghamského paláce aniž by předtím v něčem vynikli.
Zpřístupnění Buckinghamského paláce v létě pro návštěvníky v 90. letech 20. století bylo významnou změnou tradice. Prostředky ze vstupného jsou používány na rekonstrukci státních komnat Windsorského zámku zničených požárem. Každé léto v období srpen až září je pro veřejnost přístupné západní křídlo paláce. V době prohlídek tvoří průvodcovskou službu asi 200 osob, převážně z řad studentů. Přibližně 50.000 návštěvníků navštíví Buckinghamský palác každý rok na pozvání královny. Během letních měsíců, kdy je palác otevřen pro veřejnost, navštíví hrad ročně cca 360.000 lidí (2005 – 354.568, 2006 – 358.941, 2007 – 364.273 lidí).
Na rozdíl od běžného názoru, palác nepatří panovníkovi. Buckinghamský palác, Windsorský hrad a jejich umělecké sbírky jsou státním majetkem.
Za palácem se rozkládají zahrady ve stylu parku – největší soukromé zahrady v Londýně. Autorem původního vzhledu zahrad byl Capability Brown, ale zahrady prošly úpravami Williama Townsenda Ailtona a Johna Nashe v době rekonstrukce paláce. Umělé jezero bylo vytvořeno roku 1828 a je napájeno ze Serpentinového jezera v Hyde Parku. Podobně jako palác je i zahrada plná uměleckých děl. Jedním z nejvzácnějších exponátů je váza Waterloo, obrovská urna vyrobená z jednoho kusu kararského mramoru. Urnu nechal vytesat Napoleon Bonaparte ale zůstala jen hrubě otesána a po jeho porážce ji nechal dokončit princ regent, později král Jiří IV.
V sousedství paláce se nacházejí královské garáže a stáje, navržené rovněž architektem Johnem Nashem. Nyní je zde umístěn i zlatý královsky kočár. Tento rokokový kočár s malovanými panely od G. B. Ciprianiho navrhl sir William Chambers roku 1760. Poprvé byl použit králem Jiřím IV. při zahájení parlamentu roku 1762 a je panovníky používán pouze při korunovaci nebo při oslavě výročí korunovace. V těchto stájích jsou také ustájeni koně používaní pro tažení kočárů při slavnostních příležitostech.

## Vlajky nad Buckinghamským palácem
Důstojník královské vlajky je zodpovědný za všechny vlajky, které se vyvěšují v paláci. Do roku 1997 byla jedinou vlajkou vyvěšovanou v Buckinghamském paláci královská standarta – oficiální vlajka vládnoucího panovníka, a to v době kdy byl panovník přítomen v paláci. Ani v době smutku nevisela tato vlajka na půl žerdi. Jediným případem byla doba po smrti předchozího panovníka, kdy byla vyvěšena vlajka nejstaršího příslušníka královského rodu.
Tato tradice byla upravena po smrti Diany, princezny z Walesu, kdy veřejnost přijala s nelibostí, že nad palácem není vyvěšena vlajka na půl žerdi. Královna byla v té době v Balmoralském zámku, takže nad palácem nevlála žádná vlajka. Královna se rozhodla porušit protokol a nechala vyvěsit v den pohřbu státní vlajku (Union Jack) na půl žerdi. Od té doby je vyvěšována státní vlajka v době, kdy královna není v paláci, a vyvěšena na půl žerdi, pokud zemře člen královské rodiny nebo v době státního smutku.
Dopravní spojení – metro – Green Park, St James's Park.

## Další informace
K Buckinghamskému paláci vede stezka Diana, Princess of Wales Memorial Walk.